# Petrovac na Mlavi
Petrovac na Mlavi (em cirílico:Петровац на Млави) é uma vila e um município da Sérvia localizada no distrito de Braničevo, na região de Mlava. A sua população era de 7851 habitantes segundo o censo de 2002.

## Demografia
| 1948  | 1953  | 1961  | 1971  | 1981  | 1991  | 2002  |
| ----- | ----- | ----- | ----- | ----- | ----- | ----- |
| 4 327 | 4 673 | 5 261 | 6 231 | 7 383 | 7 728 | 7 851 |